# Josephsplatz (metropolitana di Monaco di Baviera)
Josephsplatz è una stazione della metropolitana di Monaco di Baviera, nel quartiere di Maxvorstadt, inaugurata il 18 ottobre 1980.
È servita dalla linea U2, ed ha due binari.